# Polemon acanthias
Polemon acanthias är en ormart som beskrevs av Johannes Theodor Reinhardt 1860. Polemon acanthias ingår i släktet Polemon och familjen Atractaspididae. Inga underarter finns listade i Catalogue of Life.
Denna orm förekommer i västra Afrika från Sierra Leone och Guinea till Nigeria. Arten lever i låglandet och i kulliga områden upp till 800 meter över havet. Den vistas på marken i fuktiga skogar. Honor lägger ägg.
Beståndet hotas troligtvis av skogarnas omvandling till jordbruksmark. IUCN listar arten som livskraftig (LC).